# 도미니크 호위츠

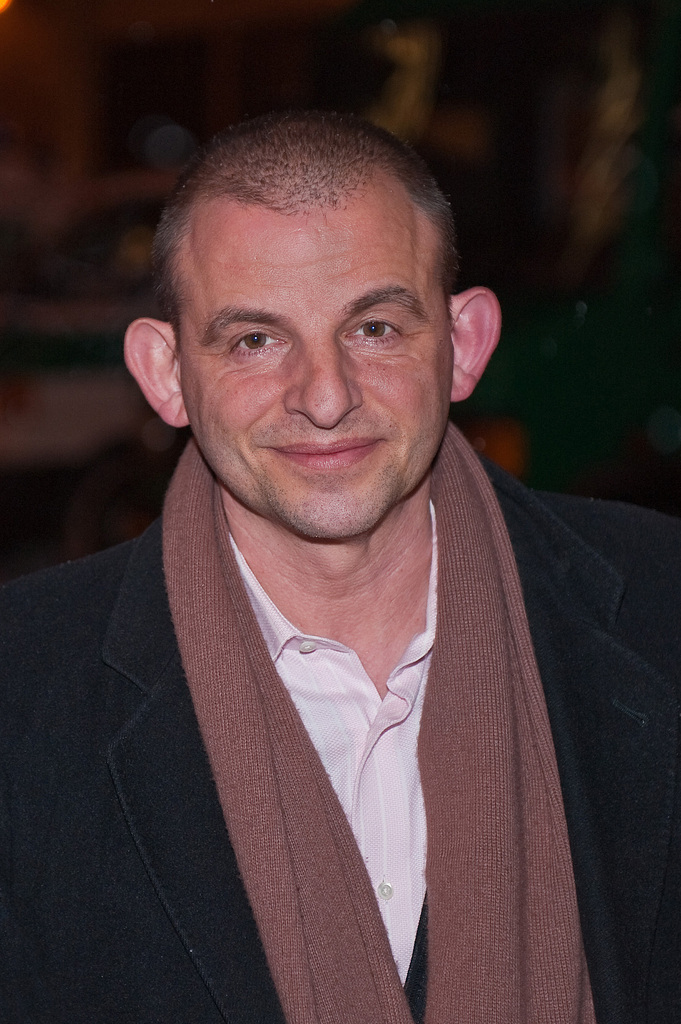

도미니크 호르비츠(Dominique Horwitz, 1957년 4월 23일 ~ )는 프랑스의 영화배우, 작가, 텔레비전 배우이다.
파리에서 태어났다.

## 영화
- 넌 혼자가 아냐 (2007년)
- 달려라 루디 (2007년) - 아인슈타인 역
- 스트라이크 (2006년)
- 앱솔루트 윌슨 (2006년) - 본인 역
- 슈팅 독스 (2005년) - 캡틴 찰스 들론 역
- 어둠 속의 천사들 (2004년)
- 남자가 됐어요 (2002년)
- 안네 프랑크 (2001년)
- 본회퍼 (2000년)
- 밤에 생긴 일 (1999년)
- 스탈린그라드: 최후의 전투 (1993년) - 프리츠 라이서 역
- 데이비드 (1979년)